# Дюкарев, Иван Васильевич
Иван Васильевич Дюкарев — советский хозяйственный, государственный и политический деятель, Герой Социалистического Труда.

## Биография
Родился в 1931 году. Член КПСС с 1956 года.
С 1951 года — на хозяйственной, общественной и политической работе. В 1951—1980 гг. — на хозяйственных и руководящих должностях в строительных организациях Москвы, бригадир комплексной бригады строительного управления № 83 треста «Мосфундаментстрой» № 6 Главмосстроя Мосгорисполкома.
Указом Президиума Верховного Совета СССР от 29 марта 1976 года присвоено звание Героя Социалистического Труда с вручением ордена Ленина и золотой медали «Серп и Молот».
Избирался депутатом Верховного Совета РСФСР 8-го созыва. Делегат XXIV съезда КПСС.